# Poker di donne
Poker di donne è un film pornografico del 1987 diretto da Antonio D'Agostino.

## Trama
Paola è una donna matura molto propensa al sesso. Ritornata a casa da un locale, senza aver pagato e dopo un'esperienza sessuale con due uomini, riflette su quanto accaduto. Nel frattempo ha un nuovo rapporto sessuale con il marito sul davanzale della finestra del bagno: mentre compiono l'atto decidono di spiare con un binocolo la vicina di casa e notano che ella sta avendo un amplesso con un cane.
Paola, non avendo né lavoro né hobby, decide di spiare quotidianamente con il suo binocolo i vicini: Laura, che passeggia allegramente per la casa e coccola il suo cane, e Rosalba, che girovaga con la bicicletta e ha effusioni con svariati uomini. Nel frattempo Paola, eccitata da queste visioni, si masturba. La scena del film si sposta poi in un cinema a luci rosse dove la donna inizialmente si reca da sola. Ben presto, per motivi poco chiari, sopraggiungono una serie di uomini, quindi Paola e Rosalba. Il film si conclude con un'inevitabile orgia.